# きん☆すた
きん☆すたは、九州・沖縄のNHK各放送局で2011年4月8日から2016年3月18日にかけて5年間放送していた地域情報番組。

## 概要
2010年度まで放送されていた『九州沖縄スペシャル』に代わるものとして2011年に開始。当初は4月1日放送開始予定だったが、東日本大震災の余波で1週遅れの4月8日開始となった。
『九州沖縄スペシャル』はどちらかといえば番組そのものではなく時間枠としての位置づけがなされていたものであったが、この番組は対照的に純然たる進行役が存在するほか、幹事局の福岡局パークサイドスタジオからの生放送を基本とし、九州・沖縄にこだわったさまざまな話題を紹介していく。現在は原則として、放送当日の撮って出しで収録されている。なお、観覧応募には2011年8月分から18歳以上のNHKネットクラブプレミアム会員である必要がある。
ただ、一部の地域では『九州沖縄スペシャル』時代と同様にこの枠独自の放送を行い、この番組を放送しない（この点は関東甲信越ブロックとも共通している）。土曜朝の『いちおし!九州沖縄』における再放送を基本とするほか、『ろーかる直送便』などで全国放送されることもある。2013年12月13日放送分（大河ドラマ“軍師官兵衛”放送直前SP）は、『軍師官兵衛』の事前告知番組として、2014年1月1日13:05-13:48の枠で全国放送された。

## 企画

### 現行
いちおし食材・料理一本勝負!
『情報ワイド福岡いちばん星』などの出演歴がある“ふるさと料理人”藤清光（とう・せいこう、♀）が、九州・沖縄の旬の食材を使ってふるさとの味、創作料理を披露する企画。藤は毎回福岡局の女性アナウンサーと産地を実際に訪ね、食材の秘密に迫っている。
ガレッジセールのスゴ旅
2012年2月開始の企画。ガレッジセールが2組に分かれ、九州・沖縄の凄いモノ・人などを探して回るというもの。ロケ地は収録日の朝、おもちゃの代わりに県内の市町村名を記した球状カプセルをディスペンサーから取り出す形で決める。
ぶっつけ本番!鉄道の旅
鉄道にも詳しい音楽家の向谷実が、福岡局の女性アナウンサーと共に九州各地の鉄道の魅力を伝える企画。その際、2人が仕入れる情報源はTwitterと住民からの情報のみに限られ、フォロアーや地元住民からのリアルな情報のみが頼りのぶっつけ企画。かつての『九州沖縄スペシャル 林家三平のテツタビ』をパワーアップさせた内容。
健康企画
不定期に放送。『あさイチ』で福岡局が取材を担当した企画をより掘り下げる。
青春旅
2013年2月15日開始。かつての『九州沖縄スペシャル 武田鉄矢のただいま!』を引き継いだ内容となっている。
私の特別な一日 ～a special day～
2013年2月22日開始。2013年度の全国編成方針に対応させたドキュメンタリー企画。『地方発 ドキュメンタリー』で放送される場合もある。
商店街を盛り上げ隊
2014年度開始の企画。番組レギュラーと行先所縁のゲストが商店街活性化のため地域と協力してさまざまなことを行う。なおその初回ではゴリは出演しなかった。

### 終了
吉竹さんの週末天気
2011年5月20日スタート。18時台ニュースで大半の地域におけるブロック気象情報を担当する吉竹顕彰が居残り、気象豆知識と週末の天気予報を伝える。ただし、20時台が生放送ではなく録画放送（九州熱中学園等）の時は本企画は休止となり、従来通り19:58から東京発の気象情報を放送した。この他にも一部地域差し替えなどのケースにおける対応といった問題が浮上したことも有り、結局2011年度のみで打ち切られた。
九州熱中学園
NHK BS2で放送されていた「にっぽん熱中クラブ」の九州版。同番組を担当していたスピードワゴンが本番組でもレポート兼MCを担当する。この企画の場合、全編録画放送のためガレッジセールは予告のみの登場となる（三輪は本編VTRにも登場）。
小さな学校の大きな夢
2回目以降企画に関係なく番組の最後に放送される。エリア内にある小規模な小学校の児童に、将来の夢を絵に描いて披露してもらうというもの。併せて学校の魅力についても伝えた。ただし、次項放送時は休止。
麻里子さまの九州・沖縄おりこうさま!
『麻里子さまのおりこうさま!』の九州・沖縄版。2011年12月16日～2012年3月まで放送。なお、九州・沖縄限定で3分の穴埋めミニ番組として放送されることもあった。
スター☆にしきの そこに島（山）がある限り
大分県出身の錦野旦が、全国最多といわれる九州・沖縄の有人離島及び山里を訪ねて巡る旅企画。『鶴瓶の家族に乾杯』同様仕込みは一切無くぶっつけ本番で臨むほか、放送日は錦野がスタジオで旅の様子を振り返る。2013年度いっぱいで終了したが、最晩期はスタジオシーンを入れず、オールVTR構成となっていた。

## エンドテーマ
現在はいずれも使われていない。
- 一粒の種 〜合唱〜（メインヴォーカル：砂川恵理歌）
- 上からマリコ（AKB48、『おりこうさま!』放送時はこちらで締める）

## 出演者

### MC
- ガレッジセール（ゴリと川ちゃん。沖縄県出身）
- 雨宮萌果（NHK福岡アナウンサー）
2013年春の人事で沖縄から福岡に異動し[1]、4月5日から担当。2012年度にも『スゴ旅』沖縄県担当でゴリと北中城村を調査している。

### ナレーション
- 千佳
- やんやん（『スター☆にしきの そこに島がある限り』）

### その他
- ケン坊田中（リポーター、不定期）
- その回のテーマに合わせたゲスト
- 藤清光（『いちおし食材・料理一本勝負!』）
- 向谷実（『ぶっつけ本番!鉄道の旅』）
- 錦野旦（『スター☆にしきの そこに島がある限り』）

### 単発参加
- 田上真澄（鹿児島局キャスター、『スゴ旅』鹿児島県担当）
- 山本華世（ローカルタレント、『商店街を盛り上げ隊』北九州市）

### 過去
- 三輪秀香（MC、NHKアナウンサー。2011年4月〜2013年3月1日）
東京アナウンス室（放送センター）への異動により卒業。
- 香月亜耶乃（リポーター、不定期）
- イ・テガン（同上）
- 吉竹顕彰（日本気象協会九州支社気象予報士・週末天気のみ）
- 篠田麻里子（当時AKB48、『麻里子さまの九州・沖縄おりこうさま!』VTR出演）
- 水戸岡鋭治（『鉄道の旅』初期には向谷とともに出演していた）
- HKT48（各出演回毎にメンバー2名、不定期、2012年5月11日 - 2013年10月11日）

## 放送日時
いずれも時間変動及び特別番組等で休止の場合あり。
本放送
九州・沖縄（宮崎を除く）の総合テレビ　金曜夜
- 19:55 - 20:00　きょうの予告・気象情報（2011年度のみ東京発気象情報を差し替え吉竹さんの週末天気）
- 20:00 - 20:43　本編

再放送
原則本放送翌週の『いちおし!九州沖縄』内で10:05 - 10:48（本編のみ、こちらは本放送をしていない宮崎でもこの再放送枠を本放送にしている）
きん☆すたプラス
2012年度から不定期に放送される特別編。録画放送回において、時間の都合で放送できなかったシーンを加えた拡大版を放送する。

## 局別の番組
北九州局
北九州スペシャル（不定期、2011年度のみ）
早速第2回が差し替え対象となり「桜の思い出2011」放送。
大分局
- ししまるTV（第1週、2011年度）
- スイッチ↑（不定期）

佐賀局
さがんスペシャル→がばい元気宣言（不定期）
長崎局
長崎のこれから（不定期、2011年度のみ）
熊本局
ひのくにスペシャル→くまもとの風スペシャル（不定期）
宮崎局
- みやざきスペシャル（不定期、2012年度まで）
- いっちゃがゴールド（第2週を除いた毎週、2013年度）
- 宮崎熱時間（第2週のみ、2013年度）

鹿児島局
かごしま大作戦（第2週または第3週）
沖縄局
- 沖縄金曜クルーズ きんくる（毎月最終金曜、不定期に拡大の場合あり）
- 沖縄の歌と踊り（不定期）